# Mestizo Alejo
Ñamku o Alejandro de Vivar, conocido como mestizo Alejo o champurria Alejo (1635-1660), fue un soldado del ejército español, mestizo renegado y líder mapuche durante la llamada Guerra de Arauco en el entonces llamado Reino de Chile, entre 1655 y 1660, durante el gobierno español de Porter Casanate.

## Orígenes
El mestizo Alejo fue hijo de una española secuestrada por un lonco mapuche. Los mapuches en uno de los acostumbrados malones o correrías a territorio enemigo donde los indígenas robaban animales y mujeres sorprendieron a una comitiva española en plena travesía por territorio fronterizo en las cercanías del río Laja. Ésta estaba desguarnecida y en ella iba un rico encomendero llamado Alejandro de Vivar del Risco, quien retornaba a Concepción, después de visitar con su familia, una de sus haciendas. 
Vivar de improviso se vio rodeado por un grupo de mapuches, quienes de inmediato le exigieron a cambio de su vida, como parte del botín de guerra, todo lo que llevaba incluyendo a las mujeres. Los indígenas al mando del cacique Curivilú procedieron a repartirse los cautivos, entre ellos a la hermosa joven de 18 años, Isabel de Vivar y Castro, quien pasó a poder de Curivilú, con quien más tarde tuvo un hijo mestizo, al que su madre llamó Alejandro, como su padre, pero se le conoció mejor por su diminutivo de Alejo o Ñamku. Alejo se crio junto a los mapuches de la zona. 
En una maloca española a la zona de la antigua Angol, Alejo y su madre fueron rescatados por las tropas españolas en un intento de lo que ellos creían era salvarle la vida a él y a su madre, cuando tenía tan sólo 5 años. Los españoles tomaron venganza al sorprender al cacique Curivilú, dándole muerte y llevando a la cautiva Isabel de Vivar y Castro a Concepción, en donde en vez de ser bien recibida, recibió repulsas y desdén a causa de su forzado concubinato y el producto del mismo, Alejo. Isabel percibiendo el rechazo de sus pares optó por entrar en un convento para ocultar su vergüenza. Su hijo pasó a ser cargo de los parientes de Vivar del Risco recibiendo una educación modesta y, por supuesto, debido a su origen sufrió humillaciones, muy poca consideración y pocos privilegios de parte de los criollos.

## Servicio en el ejército español
Al ser ya un adolescente vio una oportunidad de destacar sus habilidades y se incorporó al ejército español y se desenvolvió como arcabucero. Se creía digno debido a su apostura, físico y méritos, y que era digno de ser ascendido al rango de oficial dada su destreza y valentía en la batalla. En la batalla de Conuco, que resultó en victoria, demostró su valer militar y solicitó que se le ascendiera a oficial, honor que por supuesto no le fue concedido debido a su condición de mestizo, rechazándose para él la petición desatinadamente de modo humillante y sarcástico.
Esta nueva humillación, la ausencia de su madre quien estaba enclaustrada, y la forma en la que se trataba a los indígenas, a quienes sentía como los suyos, especialmente a los mapuches, lo motivó resueltamente a romper los débiles lazos hispanos y desertar del ejército español para incorporarse a la resistencia mapuche en la Guerra de Arauco.

## Viaje a la Frontera
Alejandro de Vivar se internó en los paisajes selváticos de Quilleco, antesala de las parcialidades pehuenches de la Alta Frontera en busca del ulmén de Curivilú, su padre muerto a manos de los españoles, cuando él y su madre fueron rescatados y llevados a Concepción. Él sabía que el trato a los mestizos en la sociedad mapuche era diametralmente opuesto al dado entre los hispanos. Los mapuches los recibían con los brazos abiertos, porque llevaban conocimientos que servían especialmente en el aspecto militar y se les trataba con gran cariño. Eso llevó a Alejo en dirección del ulmén del cacique Huenquelao, amigo personal y vice toqui de su padre; a Huenquelao le narró su vida llena de humillaciones entre los huincas y su decisión de ponerse al servicio de la causa mapuche. El viejo cacique lo aceptó de inmediato, manifestándole que sus enseñanzas militares serían de mucha utilidad para sus conas (guerreros).
El mestizo Alejo, fue llamado por su nombre original Ñamku y pronto reveló sus dotes de líder innato y empezó a organizar a los mapuches en temas militares.
Según Diego de Rosales, nunca hubo claridad acerca de la procedencia de Alejo, por ser su ulmén, lejano a los de la zona de Arauco y Purén, desde donde salió la ensangrentada que convocó al gran alzamiento. Por su parte, Goyeneche plantea que una vez que Alejo se plegó como líder del levantamiento, los conas pertenecientes a sus reducciones, no tuvieron la misma suerte, siendo cuestionados por mantener cercanía con el ejército español.
Alejo agudizó aún más el espionaje y organizó batallones de exploradores al mando del experimentado guerrero Huenchullán, quien dio batidas, robó ganado, vigiló los fuertes y capturó prisioneros. En una oportunidad, Huenchullán llegó con un grupo de prisioneros, contando que les quitó todo el armamento y ordenó destruir los cañones e hizo explotar la pólvora, cosa que fue reprobada por Alejo. Éste le espetó que no repitiera esa tontería porque con esas armas podían haberle causado una derrota mayor a los huincas; Huenchullán, le hizo caso.
Alejo pronto recogió los frutos de sus enseñanzas y vio crecer el progreso de sus conas, especialmente en el manejo de una nueva arma, que consistía en lanzar con una especie de honda, una tea ardiendo con gran precisión. Alejo tuvo el honor y privilegio de llegar a ser el único Toqui no mapuche. Alejo les enseñó a los mapuches las técnicas de combate y estrategias de guerra que había aprendido mientras estuvo en el ejército español, y fue capaz de enfervecer a los indígenas y guiarlos a la rebelión abierta en contra de los españoles. Pronto se sintió listo para ejecutar su vengativo repechaje a los odiados huincas o españoles.

## Campañas militares
En su primera campaña, Alejo reunió 1000 hombres e invadió el territorio de Concepción, y luego cruzó el río Biobío sin ser detectado para atacar por sorpresa a los españoles. Se enfrentó a ellos en las cercanías del fuerte Conuco y los venció atacando simultáneamente por delante y por detrás. Más tarde, interceptó los refuerzos enviados desde el fuerte y los forzó a retirarse en confusión, causando graves perdidas al ejército español. De este modo, los españoles pronto habrían de ver en Alejo a un nuevo y temible enemigo.
A comienzos de 1660, Alejo, comandando un ejército de 300 hombres, cruzó nuevamente el río Biobío con el objetivo de conquistar la ciudad de Concepción. Mas esta vez fue descubierto. El capitán don Juan de Zúñiga combatió denodadamente contra sus fuerzas, pero aun cuando Alejo salió victorioso de este encuentro, decidió abandonar la empresa, según algunas versiones porque se envió a su madre, Isabel de Vivar y Castro, a suplicarle que no atacara ni destruyera la ciudad. Las campañas del mestizo Alejo le costaron a la colonia española no menos de 400 hombres; pero una epidemia de viruela se desató en las huestes de Alejo y sus acciones se esparciaron perdiendo el ímpetu guerrero alcanzado.

## Extracto de laHistoria de ChilesegúnFrancisco Antonio Encina
El genio militar del mestizo Alejo cambia la fisonomía de la guerra.

Un soldado mestizo, que servía en el ejército español, generalmente conocido con el nombre de "el mestizo Alejo", había manifestado mucha viveza intelectual, valor, iniciativa y deseos de surgir. Solicitó que se le ascendiera a oficial, y como se le contestara con una repulsa, abandonó las filas y se pasó a los indios. Sus grandes dotes naturales y la medianía de los caudillos mapuches del momento le permitieron tomar el mando supremo. Como en Lautaro, estaban latentes en este mestizo las dotes del genio militar, y por curiosa coincidencia le cupo, como al héroe mapuche, mandar en un momento de extrema postración del poder militar de su pueblo, quebrantado por las repetidas epidemias y por una larga serie de peálenos encuentros en que había perdido la flor de sus guerreros. Comprendió, como muchos de sus grandes predecesores, que las batallas campales eran un sacrificio inútil, pero en vez de limitarse, como ellos, a la guerra de recursos, muy lenta en sus resultados, concibió el propósito de burlar al grueso de las fuerzas españolas, y destruir las columnas aisladas. Aunque la idea no era nueva, pues ya antes la habían empleado con cierto éxito Butapichón y otros caudillos, Alejo le imprimió el sello de un auténtico genio estratégico y táctico. A mediados de 1656, el nuevo comando de las huestes araucanas empezó a inquietar seriamente a los españoles. El gobernador, alarmado, salió de Santiago a principios de octubre, con las fuerzas que había logrado reunir. En Concepción encontró un refuerzo peruano recién llegado. Creyó que con estos elementos podía dividir en dos columnas sus fuerzas, para hacer más eficaz la campaña que iba a iniciar. Ignacio de la Carrera, al mando de la mayor parte del ejército, asoló los territorios de Arauco y Tucapel (enero a marzo de 1657), mientras en el fuerte de Conuco (San Fabián) quedó el capitán Martín de Erízar con el resto del ejército, encargado de defender a Concepción y sus términos. 

Alejo, comprendiendo que sería derrotado en un combate contra Carrera, pasó sigilosamente el Biobío con unas mil lanzas y se dirigió contra el fuerte de Conuco. El 14 de enero de 1657 se encontró imprevistamente en el lugar denominado Molino del Ciego (Rafael de hoy), con un destacamento de 200 españoles, que iban desde Concepción a reforzar el fuerte de Conuco, al mando del capitán Pedro Gallegos. El jefe español, advirtiendo su propia inferioridad numérica, tomó con rapidez y buen ojo militar, posiciones defensivas en una loma situada a la derecha del camino, apoyando ambos flancos en quebradas inaccesibles. Al mismo tiempo despachó propio, pidiendo auxilios al fuerte de Conuco. Las hábiles disposiciones militares de Gallegos le iban a permitir rechazar al enemigo, a pesar de su ventaja numérica. En el peor de los casos, podía resistir el tiempo necesario para que la guarnición de Conuco llegara. El genial mestizo abarcó el panorama de una sola mirada: si rehuía el combate, tenía que retirarse perseguido por las fuerzas españolas reunidas, y si lo libraba de frente, iba a ser derrotado. Embistió, no obstante, con toda decisión las posiciones españolas, esperando aprovechar alguna coyuntura eventual para cambiar en victoria la derrota cierta. No tardó ésta en presentarse. Acortada la distancia, el jefe mapuche advirtió que Gallegos había desmontado su caballería, que le era inútil en la posición elegida, y que los caballos estaban a retaguardia, junto con los bagajes. Entretuvo el ataque frontal a pesar del fuego de la mosquetería, que raleaba sus filas, y despachó por senderos ocultos destacamentos que tomaran las espaldas de los españoles asentados en un bosque. En lo más recio del combate, los indios hicieron irrupción por la retaguardia de Gallegos, y a bote de lanzas empujaron los caballos sobre la línea española, en medio de un vocerío infernal. Los españoles, cogidos de sorpresa, se desordenaron y Alejo cargó al instante el frente con ímpetu irresistible. Los doscientos soldados quedaron en el campo, salvo un corto número de prisioneros reservados por los vencedores para sus canjes y para ser sacrificados a sus pillanes en acción de gracias. Días más tarde Alejo volvió a destrozar un destacamento de doscientos cincuenta hombres, al mando de Bartolomé Pérez de Villagrán, en Los Perales.  En cambio; un cuerpo de doscientos ochenta españoles, mandados por el sargento mayor Bartolomé Gómez Bravo, lo rechazó en el sangriento combate de Lonquén. Gómez Bravo peleó con la bravura de los mejores días de la Conquista y murió en el campo de batalla, pero sus oficiales siguieron batiéndose con el denuedo de verdaderos españoles, y quedaron dueños del campo, aunque con grandes pérdidas. Alejo se retiró sin ser perseguido. Los indios de la costa frente a la isla de Santa María capturaron un navío que tocó en la isla, e hicieron veinticinco prisioneros. Con este desastre, la campaña de Alejo costaba a los españoles alrededor de cuatrocientos hombres muertos o cogidos prisioneros en los combates. Los pehuenches, al parecer en connivencia con el mestizo, atravesaron los Andes frente al Maule, hicieron un crecido número de prisioneros y robaron el poco ganado que aún pacía en los campos.
El audaz mestizo, que por un designio del destino parecía recorrer la misma trayectoria que Lautaro, vio disminuir de día en día sus fuerzas. Los mapuches, extenuados, no deseaban luchar; al fin, languidecía su asombrosa voluntad guerrera. Alejo, comprendiendo que su ascendiente declinaba, quiso rehabilitarlo con una gran hazaña, y concibió el proyecto de adueñarse de Concepción, a la que suponía desguarnecida, con las trescientas lanzas que aún le quedaban.
En los últimos días de agosto, pasó el Biobío por Hualqui sin ser sentido, y dando un gran rodeo, fue a situarse en el curso alto del Andalién. La marcha de Alejo fue advertida por el capitán Juan de Zúñiga, jefe del fuerte de Chepe, quien mediante un rápido movimiento, se interpuso entre los indios y la ciudad, al frente de doscientos españoles. Las columnas se encontraron en Bodeuca.
La batalla en campo abierto entre 200 españoles y 300 indígenas, estaba decidida de antemano en favor de los primeros debido a su número.
Alejo lo comprendió, y rehuyendo el choque, fue a situarse en una loma cercana, esperando en la torpeza de su enemigo el triunfo que la exigüidad de sus fuerzas le negaba. La loma tenía acceso por los flancos y aún por retaguardia, pero, como pronto veremos, en Chile lo mismo que en España habían hecho crisis las aptitudes para el mando militar.
No había en todo el ejército cuatro oficiales capaces de comandar medianamente una batalla. Con este antecedente, no es raro que Zúñiga, en vez de emparejar posiciones, acometiera de frente y cuesta arriba a las fuerzas mapuches. El mestizo esperó que los españoles llegaran fatigados a la mitad de la áspera repechada, para lanzar cuesta abajo como un alud sus trescientas lanzas. El empleo de las armas de fuego se hizo imposible, y los españoles, rota su línea en todo el frente, retrocedieron a la desbandada. Zúñiga y sesenta de sus soldados quedaron en el campo (septiembre de 1660).
El mestizo Alejo, creyendo haber rehabilitado su prestigio, repasó el Biobío, llevándose una gran cantidad de armas, vestuarios y bagajes quitados a los españoles en la batalla. Era su propósito reunir un cuerpo más numeroso de guerreros y reanudar la tentativa sobre Concepción con mayores probabilidades de éxito. Mas su gloriosa carrera, como la de Lautaro, debía terminar prematuramente. Dos de sus mujeres mapuches, celosas de la preferencia que demostró a unas recién capturadas, se complotaron para asesinarle sobre bebido. Se fugaron, enseguida, al campo español, donde se las premió con una pensión.
Francisco Antonio Encina Armanet

## Muerte
En una de sus andanzas en 1660, en las haciendas españolas capturó a dos españolas jóvenes a quienes tomó como rehenes y luego las hizo concubinas prodigándoles todo tipo de consideraciones despertando los celos de sus esposas mapuches (en la sociedad mapuche se aceptaba la poligamia) quienes resolvieron matarle por despecho.
Estando ebrio y durmiendo en su rehue fue asesinado de un certero cuchillazo en el pecho por las celosas mujeres indígenas mientras dormía. Ambas mujeres prefirieron exiliarse en el fuerte español junto a las cautivas españolas y fueron bien recibidas por el gobernador quien las premió y les concedió pensión vitalicia. Alejo fue enterrado en las cercanías del río Laja, al norte de sus parcialidades.[cita requerida]